# Палац Сташиця

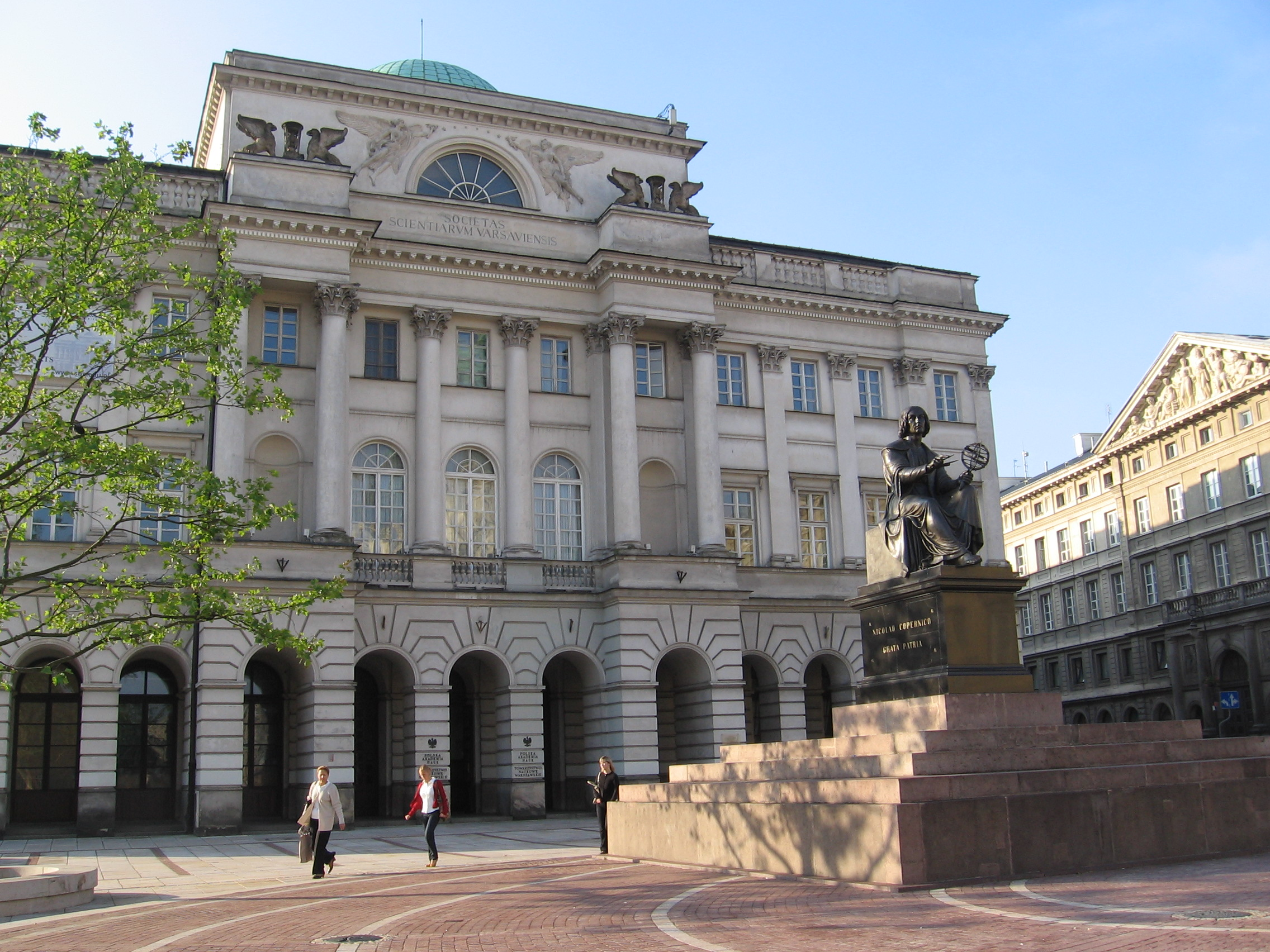
Палац Сташиця, 2008 р.

52°14′15″ пн. ш. 21°01′05″ сх. д. / 52.2375° пн. ш. 21.018055555556° сх. д.
Пала́ц Ста́шиця — палац у Варшаві, що був збудований в 1820—1823 роках на початку російського панування над Польщею в класичному стилі.

## Загальний опис
Палац Сташиця збудовано для Варшавського товариства друзів науки. У 1832 р. товариство було ліквідоване, а 1890 року палац було перебудовано у псевдоруському стилі (фото ліворуч), в ньому було облаштовано православну церкву. У 1924 році фасад будівлі було відновлено (фото праворуч).
Нині у Палаці Сташиця перебуває Польська академія наук. Крім того, там знаходиться осідок дечких наукових фундацій, зокрема, Каси Мяновського (пол. Kasa im. Józefa Mianowskiego) — фундації підтримки науки (пол. Fundacja Popierania Nauki).
|                                                                      |  |  |
| Палац Сташиця : 1890 року (фото ліворуч), 1924 року (фото праворуч). |  |  |

Навпроти Палацу — пам'ятник Миколі Копернику.